# 神谷恵
神谷　恵（かみや めぐみ）、本名・崎本恵（さきもと　めぐみ）は、日本の詩人、小説家。

## 来歴
熊本県生まれ。
キリスト者としての魂と祈りの詩、闘病生活から生まれた詩、介護経験から生まれた小説を執筆。
地方紙などにも詩や小説を発表し続けている。
また2008年から個人文芸誌『糾う（あざなう）』を発行、小説を中心に執筆している。

## 書籍

### 詩集
- 詩集『風の冬景』（1989年、「知性と感性」詩社）
- 詩集『てがみ』（1993年、本多企画）
- 詩集『採人点景』（1995年、自家版）
- 詩集『神谷恵小詩集―「糾う」15―』（2013年、めぐみ文芸舎）

### 小説
- 小説『家郷』（2002年、新風舎）